# بت بتسفورد
بت بتسفورد (به انگلیسی: Beth Botsford) (زادهٔ ۲۱ مهٔ ۱۹۸۱) شناگر اهل ایالات متحده آمریکا است.